# Kahl am Main
Kahl am Main é um município da Alemanha, localizado no distrito Aschaffenburg, no estado de Baviera.